# 前說！
《前說！》（日语：まえせつ！）是由Studio五組和AXsiZ共同製作的日本原創電視動畫，2020年10月4日至12月27日於TOKYO MX等頻道播映。動畫講述主角4人目標成為搞笑藝人的故事。原作插畫由《幸運☆星》美水鏡繪畫。

## 登場人物

### 常夏（）
北風吹雪（聲：大西亞玖璃）
凩真冬（聲：大空直美）

### R凸
新谷凜（聲：五十嵐裕美）
朝生祇那由多（聲：中村櫻）

### JK Cool（JKクール）
藁豬野嵐（聲：清水彩香）
草葉愛瑠（聲：相田明日香）

### 凍原（）
凩真夏（聲：高田憂希）
金成香苗（聲：古木望）

### Freak!（ふりいくっ！）
富田純基（聲：富田純基）
聲演本人。
初乃初菜（聲：初乃初菜）
聲演本人。

## 藍光&DVD
| 卷數 | 發賣日期       | 收錄話數       | 規格編號  | 規格編號   |
| 卷數 | 發賣日期       | 收錄話數       | BD        | DVD        |
| ---- | -------------- | -------------- | --------- | ---------- |
| 1    | 2020年12月23日 | 第1話－第3話   | KAXA-8031 | KABA-10941 |
| 2    | 2021年1月27日  | 第4話－第6話   | KAXA-8032 | KABA-10942 |
| 3    | 2021年2月24日  | 第7話－第9話   | KAXA-8033 | KABA-10943 |
| 4    | 2021年3月24日  | 第10話－第12話 | KAXA-8034 | KABA-10944 |

## 外部連結
- 電視動畫《前說！》官方網站（日語）
- 電視動畫《前說！》的X（前Twitter）（日語）
- 動畫片頭 - YouTube